# NGC 733
NGC 733 – gwiazda o jasności 15m znajdująca się w gwiazdozbiorze Trójkąta. Odkrył ją Bindon Stoney – asystent Williama Parsonsa 11 października 1850 roku. Baza SIMBAD jako NGC 733 identyfikuje pobliską galaktykę LEDA 7255 (PGC 7255), jednak pozycja oraz szkic wykonany przez Parsonsa wskazuje dokładnie na gwiazdę.